# Kimberly: The People I Used to Know
Kimberly: The People I Used to Know — четвёртый студийный альбом американской певицы K. Michelle, выпущенный 8 декабря 2017 года на лейбле Atlantic Records. Альбому предшествовал релиз синглов «Birthday», «Either Way», «Make This Song Cry» и «Crazy Like You». Kimberly: The People I Used to Know дебютировал в американском хит-параде Billboard 200 на пятьдесят шестом месте и на двадцать третьем месте в соул-чарте Top R&B/Hip-Hop Albums с 8 804 проданными копиями, став самым слабым дебютом альбома в карьере Мишель и продолжив тенденцию к снижению её коммерческого успеха.

## История
21 декабря 2016 года К. Мишель объявила о том, что её четвёртый альбом выйдет в 2017 году, через Твиттер с аббревиатурой «TCE». Во время финального сезона своего реалити-шоу «K. Michelle: My Life» певица показала песню под названием «Heaven», назвав её «одной из самых личных записей на моём новом альбоме». 8 сентября 2017 года в интервью журналу Billboard было раскрыто название альбома Kimberly: The People I Used to Know. 13 октября 2017 года стали известны обложка альбома, трек-лист и дата выхода. О своём четвёртом студийном альбоме Мишель сказала в интервью журналу Billboard: «Это очень, очень энергичная пластинка. На самом деле, направление альбома таково, что я говорю о многих людях — не ругаю их, а говорю о тех, кто оказал влияние на мою жизнь, будь то хорошее или плохое».

## Синглы
Песня «Birthday» была выпущена в качестве ведущего сингла альбома 8 сентября 2017 года. «Either Way» с участием американского певца Криса Брауна была выпущена в качестве второго сингла альбома 15 сентября 2017 года. Песня дебютировала на 19-м месте в чарте цифровых продаж песен Billboard R&B Digital Song Sales за неделю, начавшуюся 7 октября 2017 года. «Make This Song Cry» была выпущена в качестве третьего сингла альбома 6 октября 2017 года. «Crazy Like You» была выпущена в качестве четвёртого сингла альбома 12 августа 2018 года.

## Отзывы
| Оценки критиков    | Оценки критиков |
| Источник           | Оценка          |
| ------------------ | --------------- |
| AllMusic           | [ 14 ]          |
| Newsday            | [ 15 ]          |
| Pitchfork          | 7.0/10          |
| Renowned for Sound | [ 16 ]          |

Альбом получил положительные отзывы от музыкальных критиков. На AllMusic Энди Келлман дал альбому четыре звезды из пяти, заявив, что «у неё слишком много забот — и она так изобретательна и искусна в их изложении, — чтобы по-настоящему выручать». Гленн Гамбоа из Newsday написал: «Это стиль „стреляй с места“, в котором случаются и промахи, но когда К. Мишель попадает в цель, она попадает сильно».
Альфред Сото из Pitchfork оценил альбом в 7 баллов из 10, отметив, что «KIMBERLY: The People I Used to Know, возможно, не хватает такого ударного трека, как „V.S.O.P.“, или такого медленного джема, как „Drake Would Love Me“, но он продолжает замечательную серию из четырёх альбомов». "Рэйчел Скарсбрук из Renowned for Sound поставила альбому 4 звезды из 5, написав, что «в нём достаточно разнообразия, чтобы сохранить интригу, даже если альбом состоит из 20 с лишним треков. K Michelle никогда не была скупой на слова, и она, конечно, не собирается менять это в ближайшее время».

## Коммерческие показатели
В Соединённых Штатах альбом дебютировал на 56-м месте в американском хит-параде Billboard 200 и на двадцать третьем месте в соул-чарте Top R&B/Hip-Hop Albums.

## Список композиций
В создании песен альбома принимали участие Шон Картер (Jay-Z), Роберт Келли, Крис Браун, Одис Флорес, Бьянка Аттерберри, Клод Келли, Родни Джеркинс, Присцилла Ренеа, Дестини Николь Фраскери и другие.
| №                   | Название                                       | Автор(ы)                                                                                  | Продюсеры                          | Длительность |
| ------------------- | ---------------------------------------------- | ----------------------------------------------------------------------------------------- | ---------------------------------- | ------------ |
| 1.                  | «Welcome to the People I Used to Know»         | Kimberly Pate                                                                             |                                    | 0:32         |
| 2.                  | «Alert»                                        | Pate Darhyl Camper Safaree Samuels                                                        | Camper                             | 2:18         |
| 3.                  | «God, Love, Sex, and Drugs»                    | Uforo Ebong Gabrielle Nowee Virgil Jamal Buchanan                                         | Bongo                              | 3:52         |
| 4.                  | «Make This Song Cry»                           | Pate Ronald Jackson Jeremiah Bethea Philip Cornish Шон Картер Douglas Gibbs Ralph Johnson | Lil' Ronnie                        | 3:27         |
| 5.                  | «Crazy Like You»                               | Pate Jackson Bethea Eric Crawford Daniel Bryant Deante Hitchcock                          | Ronnie Bryant Crawford [a]         | 3:44         |
| 6.                  | «Kim K»                                        | Pate Camper Micah Powell Jordan Etterlane                                                 | Camper                             | 2:33         |
| 7.                  | «Takes Two» (при участии Jeremih)              | Goldie Hitmaka Jeremih Drew Love Роберт Келли                                             | Bongo Hitmaka                      | 3:24         |
| 8.                  | «Rounds»                                       | Charles Hinshaw Ken Lewis Brent Kolatalo Willie Smith, Sr.                                | Katalyst Bangallure [b]            | 3:25         |
| 9.                  | «Either Way» (при участии Криса Брауна)        | Pate Jackson Bethea Crawford Bryant Крис Браун Одис Флорес                                | Ronnie                             | 4:14         |
| 10.                 | «Birthday»                                     | Pate Sonyae Elise Hitmaka Samuels Nowee                                                   | Yung Ladd Hitmaka Critical [c]     | 4:01         |
| 11.                 | «Fuck Your Man» (Интерлюдия)                   | Pate Jackson Bethea Crawford Bryant                                                       | Ronnie                             | 3:41         |
| 12.                 | «No Not You»                                   | Pate Jackson Cornish Бьянка Аттерберри [англ.]                                            | Ronnie                             | 3:50         |
| 13.                 | «Giving Up on Love»                            | Alex Vickery Midian Mathers                                                               | Louis Biancaniello                 | 3:20         |
| 14.                 | «Help Me Grow» (Интерлюдия)                    | Pate                                                                                      |                                    | 0:28         |
| 15.                 | «Heaven»                                       | Philip Constable Lindsay Gilbert                                                          | Constable Gilbert [a] Crawford [a] | 3:56         |
| 16.                 | «Run Don't Walk»                               | Клод Келли Charles Harmon Akil King Kyle Owens Jaramye Daniels                            | A Louis York                       | 3:48         |
| 17.                 | «Industry Suicide» (Интерлюдия)                | Pate                                                                                      |                                    | 0:32         |
| 18.                 | «Talk to God»                                  | Pate Jackson Bethea Crawford Bryant Hinshaw Courtney Dwight                               | Ronnie BLAQSMURPH Crawford [a]     | 4:27         |
| 19.                 | «Brain on Love»                                | Kevin Kadish Eric Hudson Sam Sumser Присцилла Ренеа [англ.]                               | Eric Hudson                        | 3:27         |
| 20.                 | «Woman of My Word»                             | Родни Джеркинс David Nathan Carmen Reece                                                  | Jerkins Nathan King Midas          | 2:53         |
| 21.                 | «Outro» (в исполнении Дестини Николь Фраскери) | Pate                                                                                      |                                    | 1:07         |
| Общая длительность: | Общая длительность:                            | Общая длительность:                                                                       | Общая длительность:                | 62:59        |

Замечания
- ↑  продюсер по вокалу
- ↑  сопродюсер
- ↑  дополнительный продюсер

## Чарты
| Чарт (2017)                            | Высшая позиция |
| -------------------------------------- | -------------- |
| США (Billboard 200)                    | 56             |
| США (Billboard Top R&B/Hip-Hop Albums) | 23             |